# بلبل موریسی
بلبل موریسی (نام علمی: Hypsipetes olivaceus) یک پرنده آوازخوان وابسته به تیرهٔ بلبلان (Pycnonotidae) و بومی موریس است.